# Parischnogaster sarawakensis
Parischnogaster sarawakensis är en getingart som först beskrevs av Dover och Rao 1922.  Parischnogaster sarawakensis ingår i släktet Parischnogaster och familjen getingar. Inga underarter finns listade i Catalogue of Life.